# Nicole Richie
Nicole Camille Richie, ursprungligen Escovedo, född den 21 september 1981 i Berkeley i Kalifornien, är en amerikansk skådespelare, fotomodell och sångerska.
Hon adopterades formellt som nioåring av sångaren Lionel Richie, med vilken hon bott sedan hon var två år. Hennes gudfar var Michael Jackson. Hennes biologiske far är Peter Escovedo, även om detta förnekades av Richie november 2005 i tidningen Jane. Richie är känd för sin känsla för stil och från TV-serien The Simple Life där hon och Paris Hilton medverkade. Richie bildade tillsammans med fotomodellen Josie Maran och systrarna Soleil och Sofia Alberti rockbandet Darling år 2004.
Nicole Richie är sedan 11 december 2010 gift med Good Charlotte-sångaren Joel Madden, och paret har två barn tillsammans, dottern Harlow Winter Kate (född 11 januari 2008) och sonen Sparrow James Midnight (född 9 september 2009).
2009 släppte hon en klädkollektion för gravida kvinnor samt en smyckeskollektion, House of Harlow 1960. 2010 kom ytterligare en kollektion, Winter Kate. Namnen är hämtade från Richies dotter.

## Filmografi
- 2003–2007 – The Simple Life (TV-serie)
- 2005 – Kids in America